# Devesa de Curueño
Devesa de Curueño es una localidad del municipio leonés de Santa Colomba de Curueño, en la Comunidad Autónoma de Castilla y León. La iglesia está dedicada a san Miguel Arcángel.

## Localidades limítrofes
Confina con las siguientes localidades:
- Al norte con Ambasaguas de Curueño.
- Al noreste con Cerezales del Condado.
- Al sur con Vegas del Condado.
- Al suroeste con Castro del Condado.
- Al noroeste con Barrio de Nuestra Señora.

## Demografía
Evolución de la población
| Gráfica de evolución demográfica de Devesa de Curueño entre 2000 y 2019 |
|                                                                         |
| Población de derecho (2000-2019) según el padrón municipal del INE      |

## Historia

### SigloXIX
Así se describe a Devesa de Curueño en la página 365 del tomo VII del Diccionario geográfico-estadístico-histórico de España y sus posesiones de Ultramar, obra impulsada por Pascual Madoz a mediados del siglo XIX:

DEBESA DE CURUEÑO

Lugar en la provincia y diócesis de León (4 leguas), partido judicial de La Vecilla (4), audiencia territorial y capitanía general de Valladolid (23), ayuntamiento de Santa Colomba de Curueño.
Situado en una ribera a la embocadura del valle de este nombre. El clima es templado y sano, pues no se padecen más enfermedades comunes que algunas intermitentes.
Tiene unas 30 casas; escuela de primeras letras, dotada con 180 reales a que asisten 14 niños de ambos sexos; iglesia parroquial (San Miguel), servida por un cura de ingreso, y libre colación; y una fuente de buenas aguas para consumo del vecindario.
Confina N Ambasaguas y barrio de Nuestra Señora; E Cerezales; S Vegas del Condado; y O Castro de la Sobarriba, a un tiro de bala casi todos.
El terreno es de primera y segunda calidad, y le fertilizan las aguas del río Curueño. Los caminos locales; recibe la correspondencia de vegas del Condado.
Producciones: trigo, centeno, cebada, garbanzos, titos, patatas, habas, lino y frutas; cría ganado vacuno, lanar, caballar, mular y de cerda; caza de liebres, codornices y palomas, y pesca de truchas en abundancia.
Industria: 3 molinos harineros.
Comercio: extracción del lino para Asturias.
Población: 20 vecinos, 75 almas.

Contribución: con el ayuntamiento.